# Untergang der Sea Story im Roten Meer 2024
Als Untergang der Sea Story im Roten Meer 2024 am 25. November 2024 wird der Bootsunfall des Tauchsafaribootes Sea Story vom Betreiber DivePro Liveaboard im Roten Meer vor der ägyptischen Küste bezeichnet. 
Bei dem Unglück kamen insgesamt elf Menschen ums Leben. Von den insgesamt 46 Personen an Bord konnten 35 gerettet werden. An Bord befanden sich 30 Touristen aus Großbritannien, den USA, China, Finnland, Polen, Deutschland, der Schweiz, Belgien, Norwegen, der Slowakei und Spanien sowie zwölf Besatzungsmitglieder und vier Tauchguides.

## Hintergrund
Die Küste des Roten Meeres ist ein wichtiges Tourismusziel Ägyptens. Obwohl täglich Dutzende von Tauchbooten in Betrieb sind, werden die bestehenden Sicherheitsvorschriften uneinheitlich durchgesetzt. So ergab ein Bericht von Maritime Survey International vom März 2024 über Tauchboote im Roten Meer, dass keines der von ihnen geprüften Schiffe über ein geplantes Wartungssystem, Sicherheitsmanagementsystem oder Stabilitätsdokumentation verfügte und die Branche weitgehend unreguliert operiere.
Der Untergang der Sea Story war bereits der zweite Unfall dieser Art des Betreibers DivePro Liveaboard. Erst Im Februar 2024 brannte ein Schiff des Betreibers ab und eine  deutsche Taucherin kam ums Leben.

## Schiff
Die Sea Story war eine 2022 gebaute, 44 Meter lange Motoryacht aus Holz mit vier Decks. Sie war für 36 Passagiere in 18 Kabinen und 12 Besatzungsmitglieder ausgelegt. Zur Ausstattung gehörten drei Generatoren, ein Nitrox-Tauchsystem und drei Coltri-Kompressoren. Zwei Zodiac-Schnellboote unterstützten die Tauchaktivitäten. Die Yacht verfügte über klimatisierte Kabinen mit eigenem Bad, darunter vier Hochzeitssuiten, eine Lounge mit Bar und Unterhaltungssystem sowie einen separaten Speiseraum.

## Unfallhergang
Die Sea Story war am 23. November 2024 zu einer siebentägigen Tauchfahrt von Port Ghalib nahe Marsa Alam ausgelaufen und sollte am 29. November in Hurghada anlegen. Überlebende berichteten von ungewöhnlichen Schiffsbewegungen während des gesamten Abends vor dem Unglück, die das Gehen an Deck erschwerten.
Das Schiff kenterte zwischen 02:00 und 03:00 Uhr etwa 46 Seemeilen vor der Küste von Marsa Alam. Es kippte innerhalb von wenigen Sekunden auf seine rechte Seite, woraufhin ein kompletter Stromausfall das Schiff verdunkelte. Das Schiff prallte auf die Wasseroberfläche, bevor es sich aufgrund des schnell einströmenden Wassers weiter drehte und schließlich kieloben im Wasser trieb. Ein Teil des Rumpfes ragte dabei aus der Wasseroberfläche.
Nach Angaben des Gouverneurs des Gouvernement al-Bahr al-ahmar, der Region am Roten Meer, Amr Hanafi, wurde das Boot von einer großen Welle getroffen.  Dies wird von Überlebenden und Experten jedoch angezweifelt. Der Ozeanograph Simon Boxhall von der Universität Southampton schätzt die Wellenhöhe auf lediglich 1,5 Meter.

## Rettungsaktion und Sicherheitsmängel
Offiziellen Angaben seitens der Kontrollzentrale des Roten Meeres zufolge wurde das erste Notrufsignal erst um 05:30 Uhr empfangen, mehrere Stunden nach dem Kentern.
28 Menschen wurden am Tag des Untergangs gerettet. Sie alle waren stundenlang auf See, bevor Rettungsschiffe sie fanden. Einige Überlebende wurden zur medizinischen Behandlung ausgeflogen, andere blieben auf den Rettungsschiffen und wurden daraufhin an Land gebracht. Der Gouverneur des Gouvernement des Roten Meeres, Generalmajor Amr Hanafi, berichtete, dass Militärflugzeuge und Marineeinheiten am Tag der Rettung weiter nach Vermissten suchten.
Drei Personen überlebten 35 Stunden in einem Lufteinschluss im Maschinenraum des gesunkenen Schiffs, während zwei weitere Personen in einem separaten Lufteinschluss in ihrer Kabine ausharrten. Alle fünf wurden schließlich von einem zivilen ägyptischen Tauchlehrer gerettet, der durch die überfluteten Korridore des Wracks zu ihnen vordrang.
Die Rettungsaktion offenbarte erhebliche Mängel bei der Sicherheitsausrüstung des Schiffs und dem Notfallmanagement der Besatzung. Die Rettungsinseln waren nicht wie in den Sicherheitseinweisungen versprochen mit Notvorräten wie Nahrung, Wasser und funktionierender Beleuchtung ausgestattet. Die Schwimmwesten verfügten nicht über funktionierende Notfallbeleuchtung. Dies deckte sich mit früheren Beschwerden von Kunden über mangelnde Sicherheitsstandards auf Schiffen desselben Tauchanbieters.
Obwohl das Boot offiziellen Angaben zufolge im März 2024 inspiziert und für ein Jahr zugelassen worden war, vermuten erfahrene Taucher, dass es älter als angegeben und nicht für die offene See geeignet war. Passagiere berichteten von Stabilitätsproblemen vor dem Untergang, verschobener Decksladung und einem über Bord gegangenen Schlauchboot.

## Folgen

### Verschärfung der Vorschriften
Der Vorfall führte zu einer deutlichen Verschärfung der Vorschriften für Safarischiffe im Roten Meer. Die neuen Regelungen schreiben unter anderem vor, dass jedes Schiff zwei lizenzierte Kapitäne (einen mit Patent für große Fahrt und einen mit kleiner Fahrt) sowie zwei ausgebildete Mechaniker mit fortgeschrittener Ingenieurslizenz haben muss. Zudem müssen alle Besatzungsmitglieder formal registriert sein und ihre Namen mit der Betriebsgenehmigung des Schiffes verknüpft werden. Diese Maßnahmen führten zu erheblichen logistischen und betrieblichen Herausforderungen aufgrund des Mangels an qualifiziertem Personal, Verzögerungen bei der Lizenzierung und der starren Crew-Registrierung.

### Sicherheitsbedenken britischer Behörden
Am 16. Dezember 2024 äußerte die britische Behörde für Seeunfalluntersuchung (MAIB) ernsthafte Bedenken hinsichtlich der Sicherheit von Tauchbooten im Roten Meer. Dies war der dritte schwere Unfall mit britischen Staatsbürgern in 20 Monaten. Das britische Außenministerium warnt, dass die Sicherheitsstandards der Tauchanbieter im Roten Meer stark variieren.

### Kontroverse um die Untersuchung
Laut BBC-Berichten wurden die Überlebenden gedrängt, arabische Erklärungen zu unterschreiben, die von einem Mitarbeiter der Firma Dive Pro Liveaboard übersetzt wurden. Mehrere Überlebende gaben an, keine Kopien ihrer Aussagen erhalten zu haben und dass kritische Sicherheitsbedenken in der offiziellen Dokumentation ausgelassen wurden. Vertreter des Bootsbetreibers sollen zudem versucht haben, die Überlebenden zur Unterzeichnung von Erklärungen zu bewegen, in denen sie "niemanden einer kriminellen Handlung beschuldigen".